# Torre de la Malmuerta (Córdoba)
La torre de la Malmuerta es una torre albarrana de la ciudad española de Córdoba. Situada en el barrio de Santa Marina, fue construida a principios del siglo XV y tardó cuatro años en edificarse.

## Historia

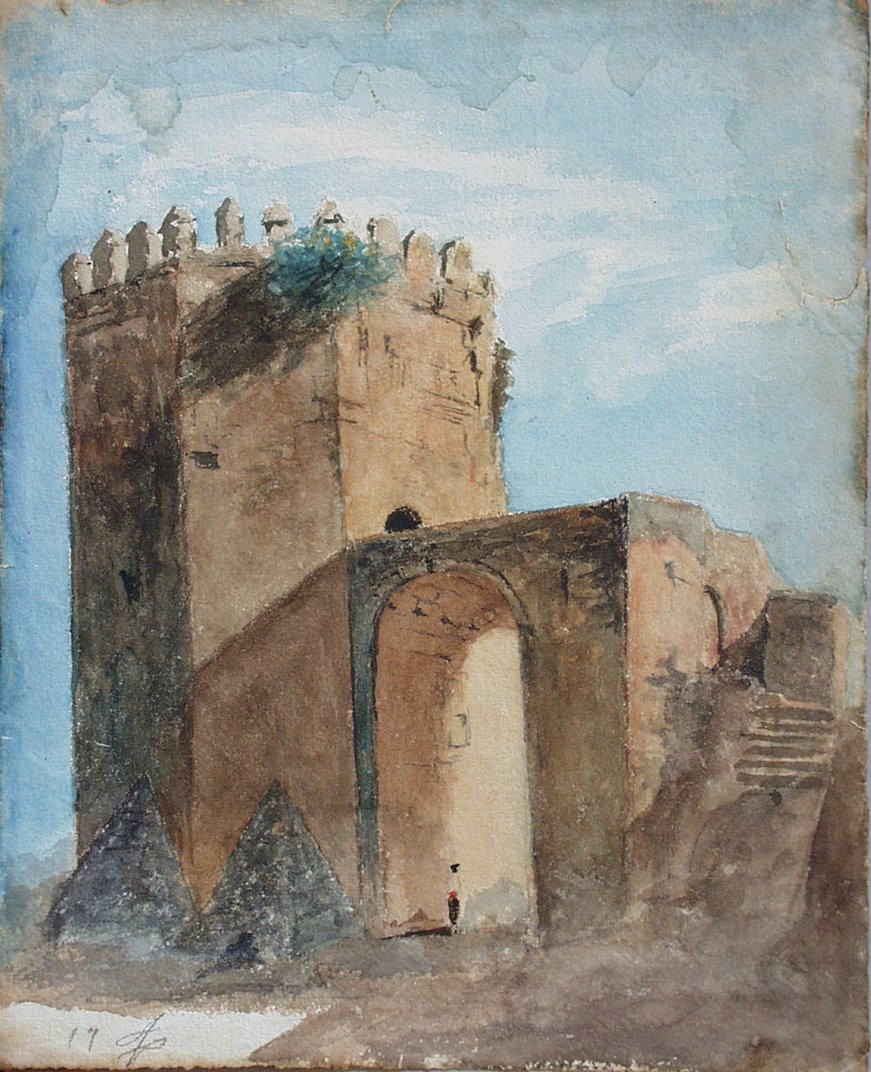
Vista de la torre en una acuarela de Ángel Avilés Merino

Se comenzó a edificar en 1404, terminándose en 1408, y se construyó sobre los restos de una torre musulmana. Su misión consistía en defender las puertas del Rincón y del Colodro. Su construcción fue encargada por el rey Enrique III de Castilla al primer corregidor de la ciudad de Córdoba, Penedro Sánchez. Bajo el arco se pueden observar las armas reales y una inscripción que ya se leía con dificultad en 1873, y que aparecía recogida en el libro Paseos por Córdoba, dice así:

En el nombre de Dios: porque los buenos fechos de los Reyes no se olviden, esta torre mandó facer el muy poderoso Rey Don Henrique, é comenzóse á sentar en el año de nuestro Señor Jeso Christo de M.CCCCVI años, é sendo Obispo Don Fernando Deza, é oficiales por el Rey Diego Fernández, Mariscal, Alguacil Mayor, el Doctor Luis Sánchez, Corregidor, é regidores Fernando Díaz de Cabrera é Ruy Gutiérrez... é Ruy Alfonso... de Albolafia, é Fernan Gómez, é acabose en el año de M.CCCCVIII años.

Perdida su función defensiva, se utilizó como prisión para nobles. Después, en el siglo XVIII, el sabio cordobés Gonzalo Antonio Serrano realizaba sus observaciones astronómicas desde ella. Durante algún tiempo a finales del siglo XX fue sede de la Federación de Ajedrez.

## Descripción
De planta octogonal u ochavada, la torre se apoya en un arco que corta la muralla que va a descansar en la Puerta del Rincón. Bajo el arco se pueden observar las armas reales y una inscripción casi borrada que ha dado pie a una de las leyendas existentes sobre esta torre. Está construida con piedra de cantería.
Es maciza hasta la altura del arco pero a partir de él es hueca, albergando unas estancias desde las que parte una escalera de acceso a la plataforma.

## Leyendas

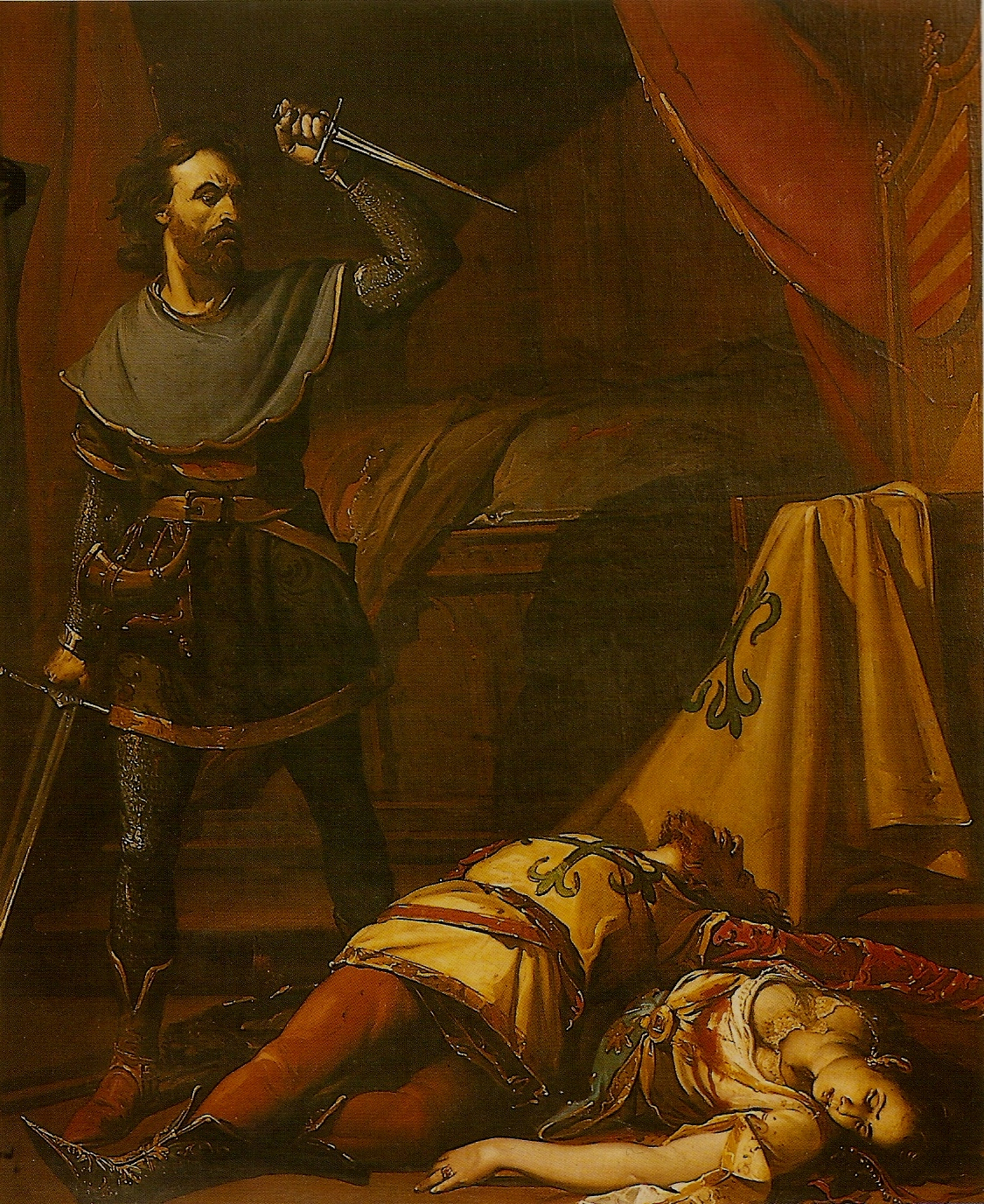
Leyenda de los comendadores de Córdoba. José María Rodríguez de Losada. 1872 (Diputación de Córdoba).

La leyenda de la torre de la Malmuerta, también conocida como leyenda de los comendadores de Córdoba, está basada en un hecho histórico ocurrido en 1448 en la ciudad de Córdoba. El protagonista fue Fernando Alfonso de Córdoba, caballero Veinticuatro de la ciudad, quién asesinó a su esposa, Beatriz de Hinestrosa, y a Jorge de Córdoba y Solier, comendador de Cabeza del Buey, que la había seducido. Además asesinó a Fernando Alfonso de Córdoba y Solier, hermano del anterior y comendador de Moral, siendo ambos hermanos caballeros de la Orden de Calatrava y primos del asesino. La venganza de Fernando Alfonso también alcanzó a otros individuos, entre otros a varios criados y familiares suyos.
No obstante lo anterior, la leyenda de la torre de la Malmuerta señala, sin fundamento alguno, que Fernando Alfonso de Córdoba mató a su esposa, creyéndola erróneamente adúltera, por lo que, arrepentido, solicitó perdón al rey Juan II de Castilla, quien según la leyenda le ordenó construir una torre en Córdoba como expiación por su crimen, llamándose desde entonces dicha torre la Mal-muerta. No obstante, la torre de la Malmuerta fue construida en realidad entre 1404 y 1408, durante el reinado de Enrique III de Castilla. El protagonista de la leyenda, Fernando Alfonso de Córdoba, falleció en la ciudad de Córdoba en 1478 y fue sepultado en la capilla de San Antonio Abad de la Mezquita-Catedral de Córdoba. En ella descansan también los restos mortales de su segunda esposa, Constanza de Baeza y Haro.
Otra leyenda, independiente de la anterior, afirmaba que si un jinete, pasando bajo el arco de la torre al galope fuera capaz de leer toda la inscripción, en ese preciso instante la torre se derrumbaría y de sus entrañas saldría un fabuloso tesoro que sería propiedad del afortunado lector.